# Logikard C.A.
Logikard C.A., empresa privada, fundada el 16 de julio de 1996 por Frank Nankervis, se dedica a producir, personalizar, comercializar tarjetas de crédito, débito, comerciales y sistemas de diversa tecnología.
Es la única empresa del Ecuador, no vinculada al sector financiero, certificada por Visa Internacional y MasterCard Internacional,  para la producción y la personalización de tarjetas con microchip incorporado, generar e imprimir NIP (PIN) y entregar tarjeta de banda magnética y chip bajo los estándares EMV.
Las oficinas principales y la planta de producción están ubicados muy cerca de la ciudad de Quito y tiene una oficina comercial en la ciudad de Guayaquil.
Logikard, cuenta entre sus socios de negocio con varias compañías multinacionales (Oberthur, Zebra Technologies, Evolis...). Además, exporta sus productos a otros países de la región como son: Colombia, México, Nicaragua, Panamá y Perú.

## Acontecimientos importantes
2007: Logikard se trasladó a nuevas instalaciones, en San Juan Alto de Cumbayá. 
2012: La Revista Ekos concedió a Logikard el premio del primer lugar como la Empresa más eficientes en el campo de la manufactura diversa.
6 de junio de 2012 : Primera edición del "EMV Tour", patrocinado por Banred S.A., CMS, Business Solutions, HiperEcuador, Inteligensa, LogiKard C.A., MasterCard, Worldwide, Oberthur, Safran Morpho, Valid, Verifone, y Visa Inc.
Junio de 2012 : Primera certificación Visa Internacional
Abril de 2013 : Primera certificación MasterCard Internacional
July 2014: Nilson Report Balance, realizó una clasificación mundial de las empresas que fabrican tarjetas ubicando a Logikard en la 48.

## Productos
- Tarjetas de PVC (débito, crédito, comerciales, prepago,[7] telefónicas, identificación...).
- Impresoras (para etiquetas RFID, brazaletes y tarjetas).
- Sistemas de lealtad o fidelización de clientes (el software Lealkard).
- Lectores de códigos de barras, y lectores de tarjetas.
- Identificación por radio frecuencia (RFID).

## Servicios
- Personalización de tarjetas.
- Codificación de banda magnética y microchip, contacto y sin contacto.
- Impresión de código de barras.
- Tarjetas y acompañamiento para la migración hacia tarjetas inteligentes (chip) – EMV (Europay, MasterCard, Visa).

## Política de calidad
Logikard C.A es una empresa que cuenta con la certificación ISO 9001-2008 y el estándar internacional PCI-CPP. Debido al giro de sus negocios, la seguridad física y lógica es un requerimiento fundamental, por lo que sus procesos son auditados por Visa Internacional y MasterCard Internacional.